# Museu do Brinquedo Português
O Museu do Brinquedo Português, está instalado na Casa do Arnado, no Largo da Alegria em Ponte de Lima, Portugal. Seu antigo dono era Carlos Anjos.
No seu acervo apresenta, por ordem cronológica, brinquedos portugueses desde os finais do século XIX até 1986. A inauguração oficial do museu foi no dia 8 de junho de 2012, onde nos primeiros três meses de existência registou cerca de 10 000 visitantes.